# Maserati 3200 GT

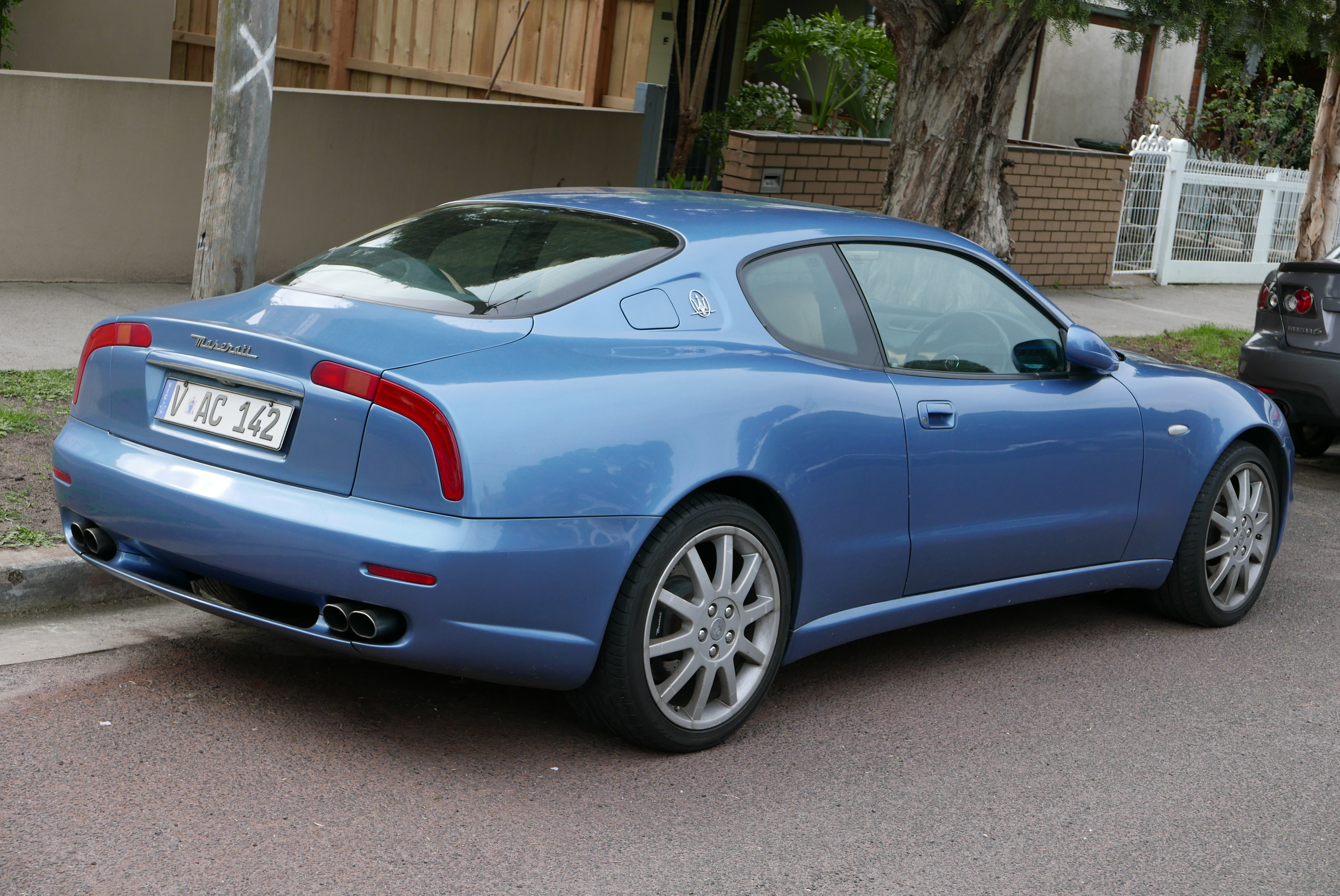
Achterkant van de Maserati 3200 GT

De Maserati 3200 GT is een luxe coupé van de Italiaanse autofabrikant Maserati die tussen 1998 en 2002 geproduceerd werd. De wagen verving de Shamal als vlaggenschip GT van Maserati.
De naam is een verwijzing naar de Maserati 3500 GT, de eerste Gran Turismo van Maserati die op grote schaal geproduceerd werd vanaf eind jaren '50. Niet alleen de naam maar ook het design van de 3200 GT vormt een stijlbreuk met de "hoekige" Biturbo's uit de jaren '80 en '90. De 3200 GT werd ontworpen door Italdesign, waarvan de oprichter Giorgetto Giugiaro in het verleden ook al verantwoordelijk was voor het ontwerp van de Ghibli, Bora en Merak.
De wagen kende zijn debuut op het Autosalon van Parijs in 1998 en was verkrijgbaar met de 3,2L twin-turbo V8-motor uit de Quattroporte IV in licht opgevoerde versie: het blok leverde 370 pk tegenover 335 pk in de Quattroporte. De elektronica, inclusief de ABS, ASR en ESP waren afkomstig van de Ferrari 550 Maranello. Kenmerkend voor de 3200 GT waren zijn boemerangvormige achterlichten, meteen ook de eerste ledverlichting die standaard op een productiewagen gebruikt werd.
In 1999 werd op het Autosalon van Geneve de 3200 GTA geïntroduceerd, een versie voorzien van een automatische versnellingsbak.

## Assetto Corsa
Op het Autosalon van Genève werd in 2001 de 3200 GT Assetto Corsa voorgesteld. Dit was een sportieve uitvoering van de 3200 GT ("assetto corsa" betekent vrij vertaald "afgesteld voor het circuit"). Het onderstel werd 15 mm verlaagd en de wagen kreeg een stuggere ophanging en een grotere stabilisatorstang vooraan. Zowel qua gewicht als qua prestaties was de Assetto Corsa identiek aan de standaard 3200 GT.

## Motoren
De V8-motor had een aluminium blok, twee bovenliggende nokkenassen per bank met vier kleppen per cilinder, twee turbo's en maakte gebruik van "drive-by-wire"-technologie.
| Type     | Motor     | Motor         | Motor         | Topsnelheid | Jaartal   |
| Type     | Inhoud    | Cilinders     | Vermogen      | Topsnelheid | Jaartal   |
| -------- | --------- | ------------- | ------------- | ----------- | --------- |
| 3200 GT  | 3.217 cm³ | twin-turbo V8 | 272 kW/370 pk | 280 km/u    | 1998-2002 |
| 3200 GTA | 3.217 cm³ | twin-turbo V8 | 272 kW/370 pk | 270 km/u    | 2000-2002 |

## Maserati 320S

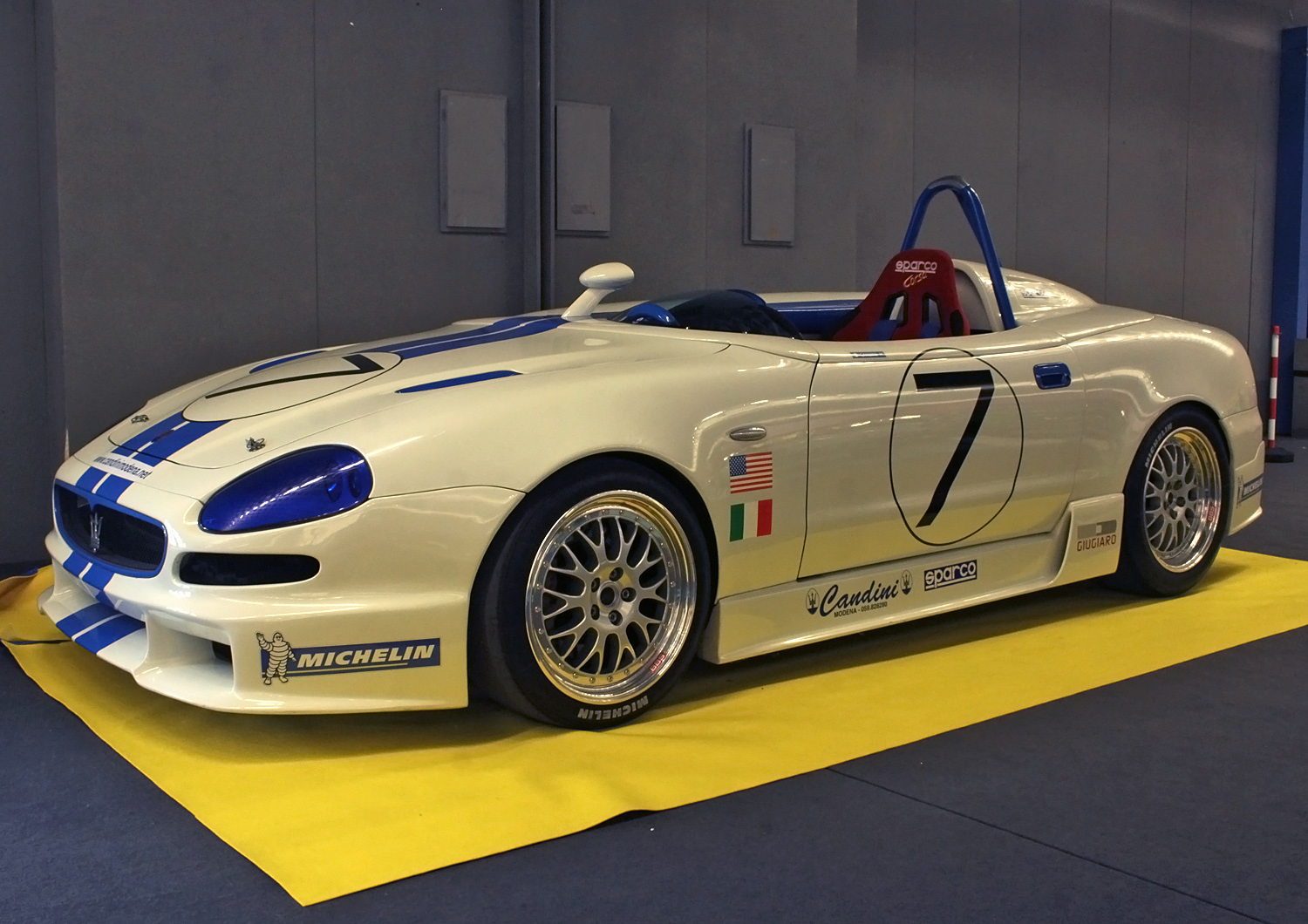
Maserati 320S

De Maserati 320S is een prototype raceauto gebaseerd op de 3200 GT, die eveneens in 2001 op het Autosalon van Genève werd getoond. De voorruit, het dak en het volledige interieur werden verwijderd, de wielbasis werd met 22 cm ingekort en de achterspoiler werd gewijzigd om de wegligging te bevorderen. De wagen was volledig uitgerust voor wedstrijden, met zespunts-racegordels, een rolbeugel achter de bestuurder en een brandblussysteem. De motor was identiek aan die van de 3200 GT.